# Introduktion till kriminologi
Introduktion till kriminologi är en bok författad av Jerzy Sarnecki, professor i kriminologi vid Stockholms universitet. Boken redogör såväl teoretiska perspektiv som empiriska resultat i frågan om brottslighet och hur media förenklar den komplexa verkligheten.
Introduktion till kriminologi har utkommit i två upplagor, första 2003 och den andra 2009, med omarbetad struktur och ett tillägg på över 130 sidor. Boken används som baslitteratur vid Sveriges polisutbildningar och kriminologiska grundutbildningar.

## Bokens innehåll
Introduktion till kriminologi utgörs av fem delar och inleds med en introduktion till ämnet kriminologi och en översiktlig redogörelse av brottslighetens omfattning och karaktär i Sverige och världen, hur utvecklingen sett ut historiskt och de problem som kan uppstå vid mätningen av kriminalitetens omfattning, problemen med statistiska jämförelser, samt kriminologiska metoder och det kriminologiska ämnets ställning idag.
Bokens centrala delar utgörs av de teoretiska perspektiven och redogör för biologiska, socialpsykologiska och sociologiska teorier om brottslighetens orsaker. Biologiska företrädare representeras främst av Cesare Lombroso och Olof Kinberg som var starkt inspirerad av den tidigares syn på kriminalitet som något hereditärt och därmed biologiskt determinerat; en syn som fick ett starkt inflytande i Europa och Sverige, och nådde sitt klimax i och med Förintelsen och andra världskrigets slut. För det sociologiska fältet framträdde den samtida Chicagoskolan och förgrundsgestalter som Edwin Sutherland med teorin om Differentiell association.
Förutom de mer teoretiskt inriktade momenten diskuterar boken åtgärder med anledning av brott, med redogörelser för empirisk data och forskningspojekt för bland annat ungdomskriminalitet, ekonomisk brottslighet, kriminalpolitik och brottsprevention.

## Uppdatering, revidering och utökning
Mellan den första och andra utgåvan har omständigheterna i världen förändrats väsentligt varför boken omarbetats, uppdaterats och reviderats. Bland annat tillfördes boken en helt ny och femte del som behandlar brott begångna av ledare och personer i maktpositioner, såsom ekonomisk brottslighet, brott mot mänskligheten och terrorism. Bokens omfattning ökade från 473 till 609 sidor.

## Boken
- Sarnecki, Jerzy (2009). Introduktion till kriminologi (andra). Lund: Studentlitteratur. sid. 609. Libris 11459715. ISBN 978-91-44-04858-1. http://libris.kb.se/bib/11459715
- Sarnecki, Jerzy (2003). Introduktion till kriminologi (första). Lund: Studentlitteratur. sid. 473. Libris 11459715. ISBN 978-91-44-01746-4. http://libris.kb.se/bib/9055106